# 尉迟伐
尉迟伐（490年—548年5月31日），字右伐，河南郡洛阳县（今河南省洛阳市东）人，北魏、西魏官员。

## 生平
建义元年（528年），尉迟伐出任威烈将军。永安末年，尉迟伐出任宁朔将军、射声校尉。普泰年间，尉迟伐出任平北将军、太中大夫。永熙末年，尉迟伐都督典兵。大统初年，尉迟伐出任镇北将军、金紫光禄大夫，因功封深泽乡男，很快改封房子县开国公，食邑一千户，加散骑常侍、大都督、天水郡太守。大统三年（537年），尉迟伐代理原州刺史，又兼任武卫将军。大统九年（543年），尉迟伐出任使持节、镇北将军、代理北雍州刺史。大统十三年（547年），尉迟伐都督北道四镇诸军事、镇守北地。大统十四年五月九日（548年5月31日），尉迟伐因病去世，虚岁五十九，朝廷赠予使持节、车骑大将军、仪同三司、朔州刺史，谥号定公，同年十月廿二日（548年12月7日）葬于长安北原 。

## 墓志
尉迟伐墓志其文“魏故仪同定公尉迟使君墓志”，出土时间、地点不详，现藏于陕西汉唐石刻博物馆。墓志拓本高、宽皆为47厘米，志文22行，满行22字，有阴线界格。

## 研究
陕西省书法家协会教育委员会王书钦认为，尉迟伐墓志对于其父、祖二世略而不谈，其原因之一或是其父、祖事迹庸常不显；其二或是永熙三年北魏骤然国裂，尉迟伐随孝武西迁，而其父、祖则滞留东部，为高欢羁縻。王书钦认为后者的可能性更大——尉迟伐出于故代勋旧贵族，其父、祖事迹不可能一无所书，即便不著功勋，亦可以道德补其叙，才合孝道体统，而其墓志竟只字不提。元魏裂变，文武家族随之裂为两端的不在少数，其中有的暗自谋求再合，有的则不顾族裂，各保其主，两厢精忠。尉迟伐家族的状况很有可能是后者。既然各为其主，当然就敏感难言不便提起。东魏北齐两朝皆有尉迟，北朝诸史不乏其载，尉迟伐到底源归哪一门东部尉迟，由于墓志阙载，也就难以知道了。尉迟伐这种复杂的身世，可能也为宇文氏后来对他不太委以大用留下借口。

## 家庭

### 曾祖
- 尉迟吐稽延，魏道武帝时左厢内行阿干、西部尚书、安憙公[1]

### 夫人
- 恒农刘氏，封回洛郡君[1]

### 子女
- 尉迟平高[1]
- 尉迟平原[1]
- 尉迟平惠[1]
- 尉迟平昌[1]
- 尉迟平保[1]
- 尉迟平安[1]
- 尉迟将男，嫁北周使持节、骠骑大将军、开府仪同三司、大都督、云宁县开国公拓跋虎，封邓城郡君[2][3]